# Cansei de Ser Sexy
Cansei de Ser Sexy (en español, "Me cansé de ser sensual"), frecuentemente CSS, es una banda del Dance punk brasileña formada en São Paulo en 2003, que mezcla influencias de rock, pop, música electrónica y otros tipos de arte, como cine, diseño y moda. Está entre las bandas independientes brasileñas de mayor éxito internacional, caracterizándose por su imagen despreocupada y alternativa.

## Historia
Formada en septiembre de 2003, la banda comenzó de forma casual y, a excepción del baterista, ninguno de sus integrantes sabía tocar en directo sus respectivos instrumentos. El nombre de la banda proviene, presuntamente, de una entrevista realizada a la cantante Beyoncé Knowles, donde ésta declaró que "se había cansado de ser sexy" ("cansei de ser sexy", en portugués). Los miembros concluyeron que la frase era bastante tonta, y finalmente decidieron bautizar con ella a la banda.
El grupo empezó a destacar después de crear un fotolog (blog de fotos), y pronto aparecieron en el periódico Folha de São Paulo, unas columnas de Lúcio Ribeiro y Érika Palomino. En 2004 fueron la atracción principal del Tim Festival, tocando antes de los 2manydjs y en el mismo escenario que Kraftwerk.  
A pesar de tener lanzados dos EP - Em Rotterdam Já é Uma Febre (distribuido apenas para amigos) y A Onda Mortal / Uma Tarde Com PJ (vendido en tiendas de São Paulo) - ya en 2005 firmaron con la productora Trama. Durante las grabaciones de álbum homónimo y del EP CSS SUXXX (éste vendido en shows y por Internet), Clara Ribeiro y María Helena Zerba dejaron la banda. El álbum tuvo una distribución nacional con la ayuda de diversos medios, e introdujeron una propuesta innovadora, en una edición limitada, que consistía en incluir un CD-R en la misma caja. Con esto intentaban que el comprador pasase las canciones al ordenador y grabase el contenido en el CD-R para presentárselo a algún amigo, consiguiendo de esta forma una rápida difusión a través de Internet. Una canción fue incluida en una serie de Paris Hilton en la FOX (The Simple Life), otra en el juego Los Sims 2: Noctámbulos y uno de los mayores éxitos de la banda, Superafim, llegó a sonar en Big Brother Brasil 6.
En 2006 la banda firmó un contrato con la productora Sub Pop para lanzar su primer álbum en los Estados Unidos, Europa y Japón, una grabación de once canciones propias del grupo en inglés, que se encuentran en el EP CSS SUXXX y del álbum Cansei de Ser Sexy. En julio la banda parte en una gira internacional para los Estados Unidos y Canadá, junto a Bonde do Role y del DJ americano Diplo. En la segunda mitad de 2006, compartirían escenarios fuera de Brasil con grupos como Ladytron, 1990s y Basement Jaxx.
En 2007 consiguieron más fama entre la gente no acostumbrada a su música alternativa gracias a la inclusión en un comercial del "iPod Touch" de su canción "Music is my hot hot sex". Nick Haley, un joven inglés de 18 años, creó el anuncio basado en un vídeo de demostración de Apple Inc. sobre el iPod Touch. Tras esto Apple invitó a Nick Haley a crear la versión definitiva para TV junto a la compañía publicitaria TBWA.[cita requerida]
Esta banda también forma parte de las bandas sonoras de los videojuegos FIFA 08, FIFA 09 y FIFA 12 al colaborar con las canciones Off The Hook, Jager Yoga y Hits Me Like A Rock, respectivamente.

## Discografía
EP/Demos
- Em Rotterdam Já é Uma Febre (Independente, 2004)
- A Onda Mortal / Uma Tarde Com PJ (Independente, 2004)
- CSS SUXXX (Trama, 2005)

Álbumes
- Cansei de Ser Sexy (Brasil) (Trama, 2005)
- Cansei de Ser Sexy (EE. UU.) (Sub Pop, 2006)
- Donkey (2008)
- La liberación (2011)
- Planta (2013)

Sencillos
- Alala (Sub Pop, 2006)
- Off The Hook (Sub Pop, 2006)
- Let's Make Love And Listen To Death From Above (Sub Pop, 2007)
- Alcohol (Sub Pop, 2007)
- Music Is My Hot Hot Sex (Sub Pop/Warner, 2007)
- Rat Is Dead (Rage) (Sub Pop/Warner, 2008)
- Left Behind (Sup Pop/Warner, 2008)
- Move (Sup Pop/Warner, 2008)
- Hits Me Like a Rock feat. Bobby Gillespie (V2 Records/Universal Music, 2011)
- City Grrrl Ft. The Ssion (V2 Records, 2011)
- "Hangover" (2013)

## Videografía

### Videoclips
- Off The Hook (2005, dirigido por Ana Rezende);
- Alala (2005, dirigido por Daniel Zanardi);
- Let's Make Love And Listen To Death From Above (2006, dirigido por Cat Solen);
- Alala (2006, dirigido por Cat Solen);
- Alcohol (2007, dirigido por Jared Eberhardt);
- Rat Is Dead (Rage) (2008, dirigido por Nima Nourizadeh);* Move (2008, dirigido por Keith Schofield).
- Hits Me Like a Rock (2011, dirigido por Manuela Martines).